# Nettoyage des silos

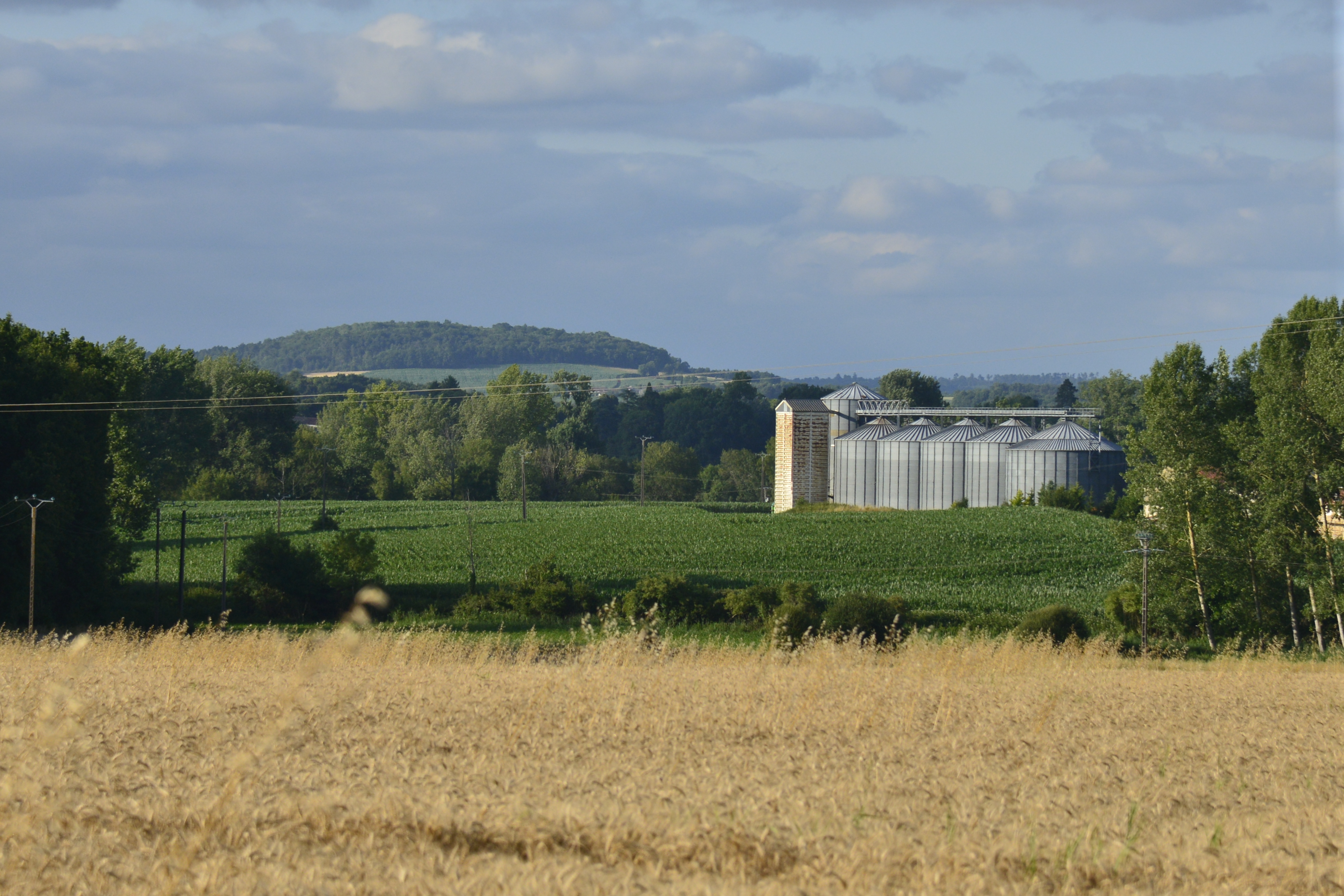
Silos de stockage de blé.

Le nettoyage des silos est une opération de maintenance des silos de stockage qui contiennent des poudres ou des granulés en vrac. 

## Intérêts
La libre circulation des matériaux stockés, selon le principe du premier entré, premier sorti, est essentielle pour maximiser l'efficacité du silo. L'objectif est d'assurer que le matériau le plus ancien est utilisé en premier et ne contamine pas le matériau plus récent et plus frais. Deux complications majeures contrarient l'efficacité du silo : l'adhésion aux parois et le blocage du matériau à la base.

## Méthodes
Le nettoyage manuel est le moyen le plus simple : un employé descend à l'intérieur pour libérer la matière. Ce nettoyage est dangereux en raison du déplacement brutal de la matière et de la présence éventuelle de gaz toxiques. En cas de blocage des matières à la base, il existe un danger supplémentaire, car le trou de sortie doit être percé par le dessous, exposant le travailleur à la chute de poudre.
Les méthodes alternatives incluent :
- les canon à air sont une méthode bien établie. Les canons à air sont cependant chers, bruyants et consomment beaucoup d'air comprimé[3] ;
- les vibrateurs sont faciles à installer dans des silos vides, mais peuvent causer des dommages structurels et contribuer au compactage de la poudre ;
- les nettoyeurs acoustiques sont le moyen le plus récent et peut-être le plus sûr de nettoyer les silos, car ces systèmes sont non invasifs et ne nécessitent pas de vider les silos. Le nettoyage acoustique est aussi une solution préventive ;
- les entreprises de nettoyage de silos fournissent des services clés en main en utilisant plusieurs types de méthodes (selon l'entreprise)[4].

## Sources et références
1. ↑  « Conservation des grains : nettoyer les silos avant la récolte », sur www.arvalis-infos.fr (consulté le 24 mai 2022)
2. ↑  « Le nettoyage de silo en milieu confiné », sur Ascension, 10 septembre 2015 (consulté le 24 mai 2022)
3. ↑  « Comment nettoyer un silo à farine ? », sur GEA engineering for a better world (consulté le 24 mai 2022)
4. ↑  www.standard-industrie.com, « Solutions pour le nettoyage des unités de stockage, silos », sur STANDARD INDUSTRIE (consulté le 24 mai 2022)